# Никифоров, Юрий Сергеевич
Ю́рий Серге́евич Ники́форов (1938 — неизвестно) — советский футболист.
Воспитанник футбольной школы г. Дмитрова. В 1961—1963 годах играл во второй и третьей по силе лигах первенства СССР за команду «Знамя Труда» Орехово-Зуево. Вместе с командой в 1962 году дошёл до финала Кубка СССР, в котором вышел на замену на 75 минуте.